# Euphorbia boivinii
Euphorbia boivinii es una especie fanerógama perteneciente a la familia de las euforbiáceas. Es endémica de Madagascar.

## Taxonomía
Euphorbia boivinii fue descrita por Pierre Edmond Boissier y publicado en Prodromus Systematis Naturalis Regni Vegetabilis 15(2): 77, n. 23. 1862.
Etimología
Euphorbia: nombre genérico que deriva del médico griego del rey Juba II de Mauritania (52 a 50 a. C. - 23), Euphorbus, en su honor – o en alusión a su gran vientre –  ya que usaba médicamente Euphorbia resinifera. En 1753 Carlos Linneo asignó el nombre a todo el género.
boivinii: epíteto otorgado en honor del botánico francés Louis Hyacinthe Boivin, recolector de plantas en Madagascar e islas del Océano Índico.